# Oxibismutomicrolita
La oxibismutomicrolita és un mineral de la classe dels òxids que pertany al grup de la microlita. Rep el nom segons la nomenclatura del supergrup del piroclor del 2010, que indica un membre del grup de la microlita que porta oxigen i bismut.

## Característiques
La oxibismutomicrolita és un òxid de fórmula química (Bi1.33◻0.67)Σ2Ta₂O₆O. Va ser aprovada com a espècie vàlida per l'Associació Mineralògica Internacional l'any 2019, sent publicada per primera vegada el 2020. Cristal·litza en el sistema isomètric. La seva duresa a l'escala de Mohs és 5.
L'exemplar que va servir per a determinar l'espècie, el que es coneix com a material tipus, es troba conservat * Fersman: a les col·leccions del Museu Mineralògic Fersmann, de l'Acadèmia de Ciències de Rússia, a Moscou (Rússia), amb el número de registre: 5409/1.

## Formació i jaciments
Va ser descoberta a la pegmatita de Solnechnaya, situada dins el camp de pegmatites de Malkhan, a Krasnyi Chikoy (Krai de Zabaikàlie, Rússia), on es troba en forma de cristalls octaèdrics de fins a 1 mm de diàmetre, i com a grans de fins a 2 mm de diàmetre incrustats en un complex d'albita-lepidolita-elbaïta. Es tracta de l'únic indret de tot el planeta on ha estat descrita aquesta espècie mineral.